# Beterverwagting
Beterverwagting ist eine Gemeinde in Guyana etwa zehn Kilometer östlich der Hauptstadt Georgetown. 